# Виктория Вокс
Виктория Вокс (англ. Victoria Voxx, род. 5 декабря 1994, Канзас-Сити, Миссури) — американская порноактриса, лауреат премии NightMoves Award.

## Биография
Родилась 5 декабря 1994 года в Канзас-Сити, Миссури. Дебютировала в порноиндустрии в 2018 году в возрасте около 24 лет.
Снимается для таких студий, как Third Degree Films, Adam & Eve, Devil’s Film, Diabolic Video, Evil Angel, Elegant Angel, Girlfriends Films, Kink.com, Wicked Pictures, Zero Tolerance и других.
В 2019 году получила премию NightMoves Award в номинации «лучшая новая старлетка» по версии редакции, а также была номинирована на Spank Bank Awards в категории «бондаж-артист года».
На октябрь 2019 года снялась более чем в 90 фильмах. У Виктории есть татуировки на левой руке (на запястье и локте), а также пирсинг в сосках, пупке и клиторе. Из любимых порнозвёзд выделяет Сашу Грей, Мика Блу, Мисти Стоун, Пола Томаса и Тори Блэк, а из тех, с кем нравится сниматься вместе — Дженну Сативу.

## Награды
- 2019 NightMoves Award лучшая новая старлетка (выбор редакции)[6] (победа)
- 2019 Spank Bank Awards бондаж-артист года (номинация)

## Избранная фильмография
- Women Seeking Women 161—165, 168